# ケヴィン・ルルー
ケヴィン・ルルー（Kévin Le Roux、1989年5月11日 - ）は、フランスの元男子バレーボール選手。ポジションはミドルブロッカー。元フランス代表。

## 来歴

### クラブチーム
シャンピニー＝シュル＝マルヌ出身。2005年にFrance Avenir 2024へ入団し、バレーボール選手としてのキャリアをスタートさせる。2009年にAS Cannesへ移籍し4年間在籍。2009/10シーズンのフランスリーグで準優勝した。2013/14シーズンはイタリアセリエA1のVolley Piacenzaでプレーし、セリエA1にて準優勝した。2014/15シーズンは韓国リーグの天安現代キャピタル・スカイウォーカーズでプレーした。2015/16シーズンはトルコリーグのHalkbank Ankaraで活躍し、トルコリーグとトルコSuperカップで優勝を果たした。2016/17シーズンはイタリアセリエAのモデナ・バレーでプレーし、セリエAで4位、欧州チャンピオンズリーグで5位となった。2018/19シーズンはブラジルのSada Cruzeiro Vôleiでプレーし、ブラジルスーパーリーガで3位となった。2020/21シーズンはドイツブンデスリーガのBerlin Recycling Volleysへ移籍した。

### 代表チーム
アンダーカテゴリーの代表として2007年のU-19世界選手権で銅メダルを獲得した。2008年のU-20欧州選手権では金メダルを獲得した。2010年、シニアのフランス代表に初選出され、同年の世界選手権でデビューした。。2014年の世界選手権では4位となった。2015年のワールドリーグでは金メダルを獲得した。2016年、リオデジャネイロ五輪に出場した。2017年のワールドリーグでは2大会ぶりに金メダルを獲得し、自身もベストミドルブロッカー賞を受賞した。2018年、ネーションズリーグでは銀メダルを獲得し、ベストミドルブロッカー賞を受賞した。

### 私生活
2019年にアメリカ合衆国代表であったカースティ・ジャクソンと結婚している。

## 球歴
- オリンピック - 2016年
- 世界選手権 - 2010年、2014年、2018年
- ネーションズリーグ - 2018年、2019年
- ワールドリーグ - 2012年 - 2017年
- 欧州選手権 - 2013年、2015年、2017年、2019年

## 受賞歴
- 2016年 2015/16トルコSuperカップ MVP
- 2017年 ワールドリーグ ベストミドルブロッカー賞
- 2018年 ネーションズリーグ ベストミドルブロッカー賞

## 所属クラブ
- France Avenir 2024（2005-2009年）
- ASカンヌ（2009-2013年）
- Volley Piacenza（2013-2014年）
- 天安現代キャピタル・スカイウォーカーズ（2014-2015年）
- ハルクバンク・アンカラ（2015-2016年）
- モデナ・バレー（2016-2017年）
- Dynamo Moscow（2017年）
- Rennes Volley 35（2017-2018年）
- Sada Cruzeiro Vôlei（2018-2019年）
- Beijing BAIC Motor（2019-2020年）
- ベルリン・リサイクリング・バレーズ（2020-2021年）